# Purpur-Sonnenhut
Purpur-Sonnenhut (Echinacea purpurea), auch Roter Scheinsonnenhut genannt, ist eine Pflanzenart aus der Gattung der Sonnenhüte (Echinacea) in der Familie der Korbblütler (Asteraceae). Sie ist in den östlichen und zentralen USA beheimatet und wird dort Eastern purple-coneflower oder Purple-coneflower genannt.

## Beschreibung

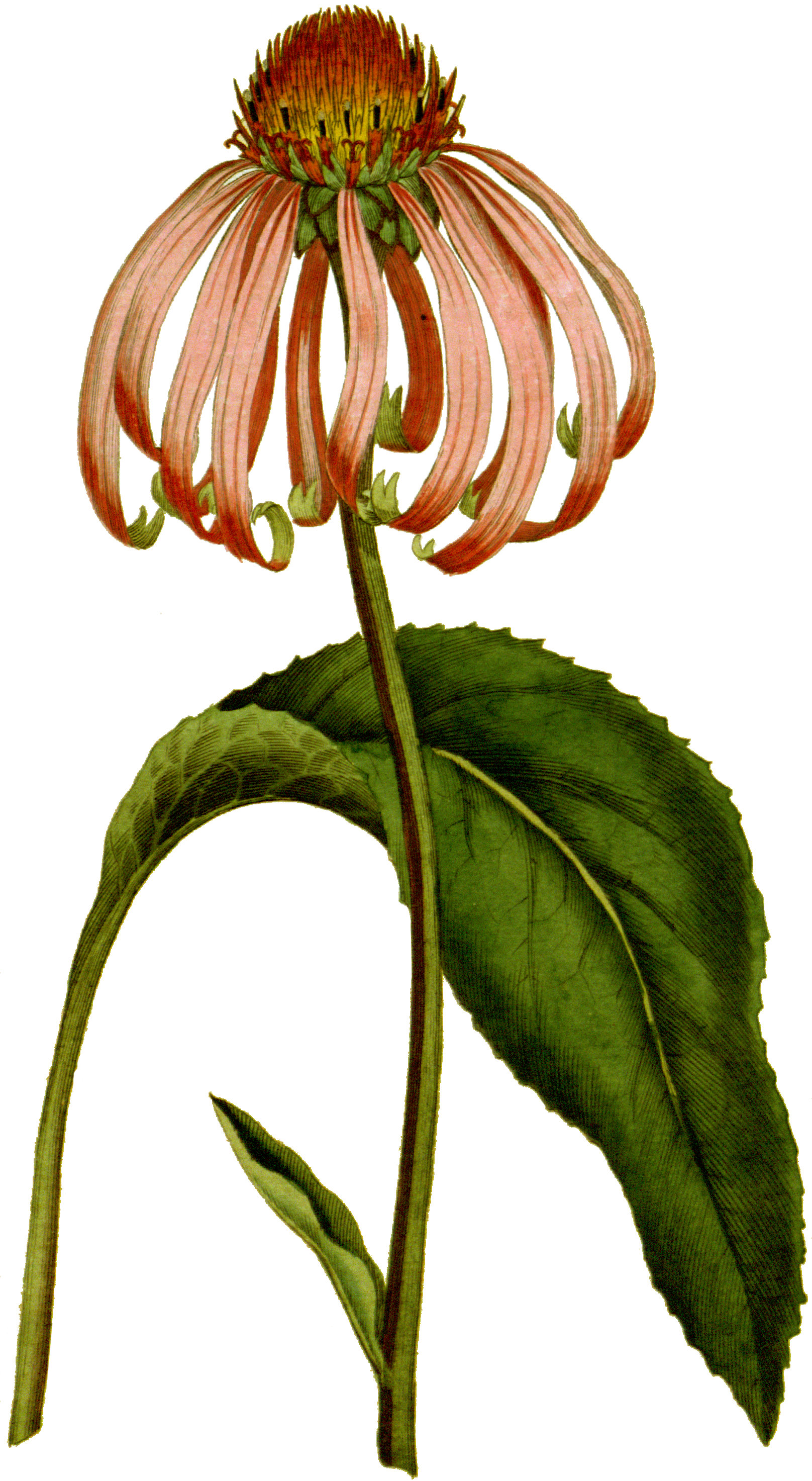
Illustration aus The Botanical Magazine, Band 1 (1787)

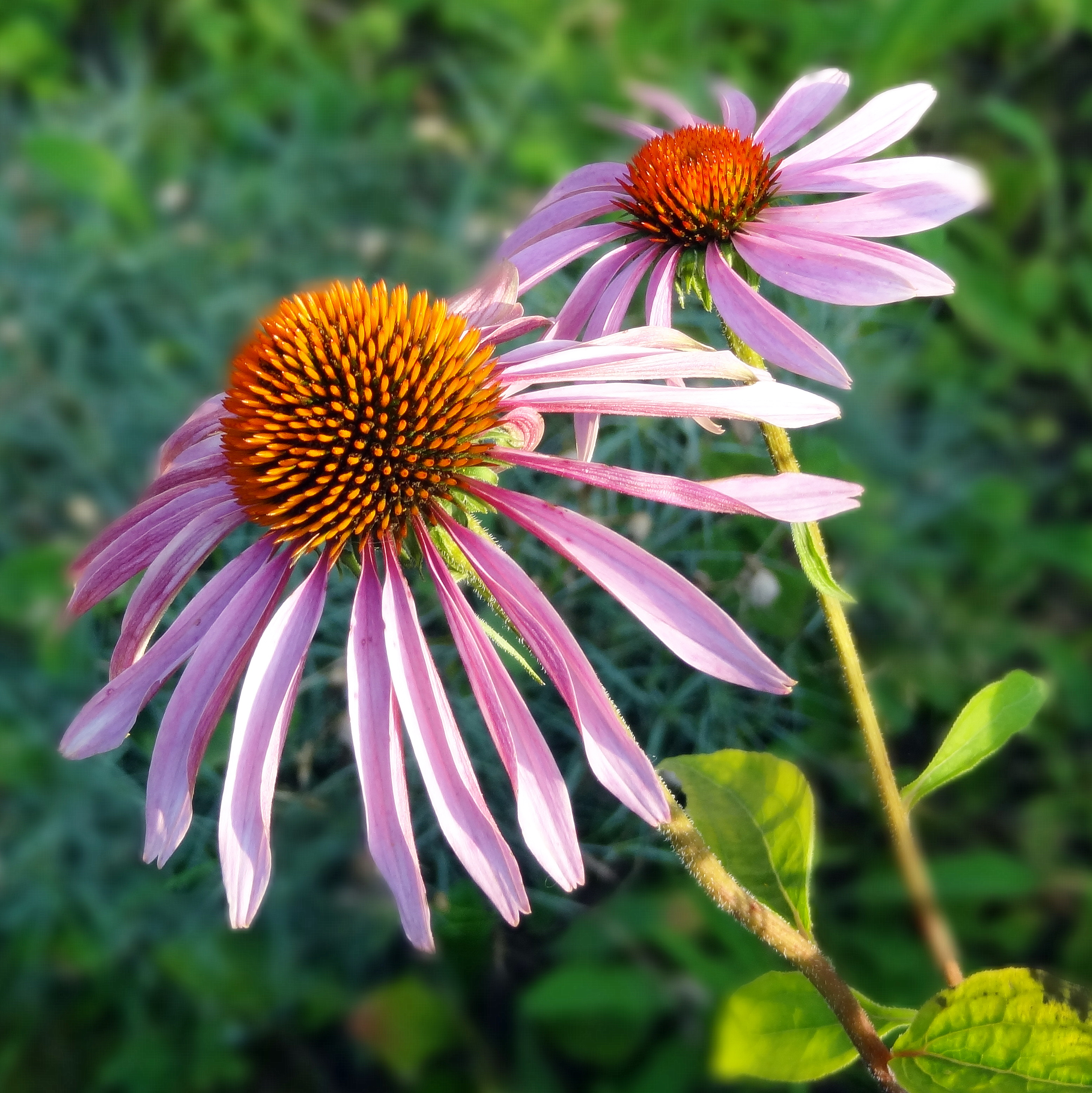
Blütenkörbe

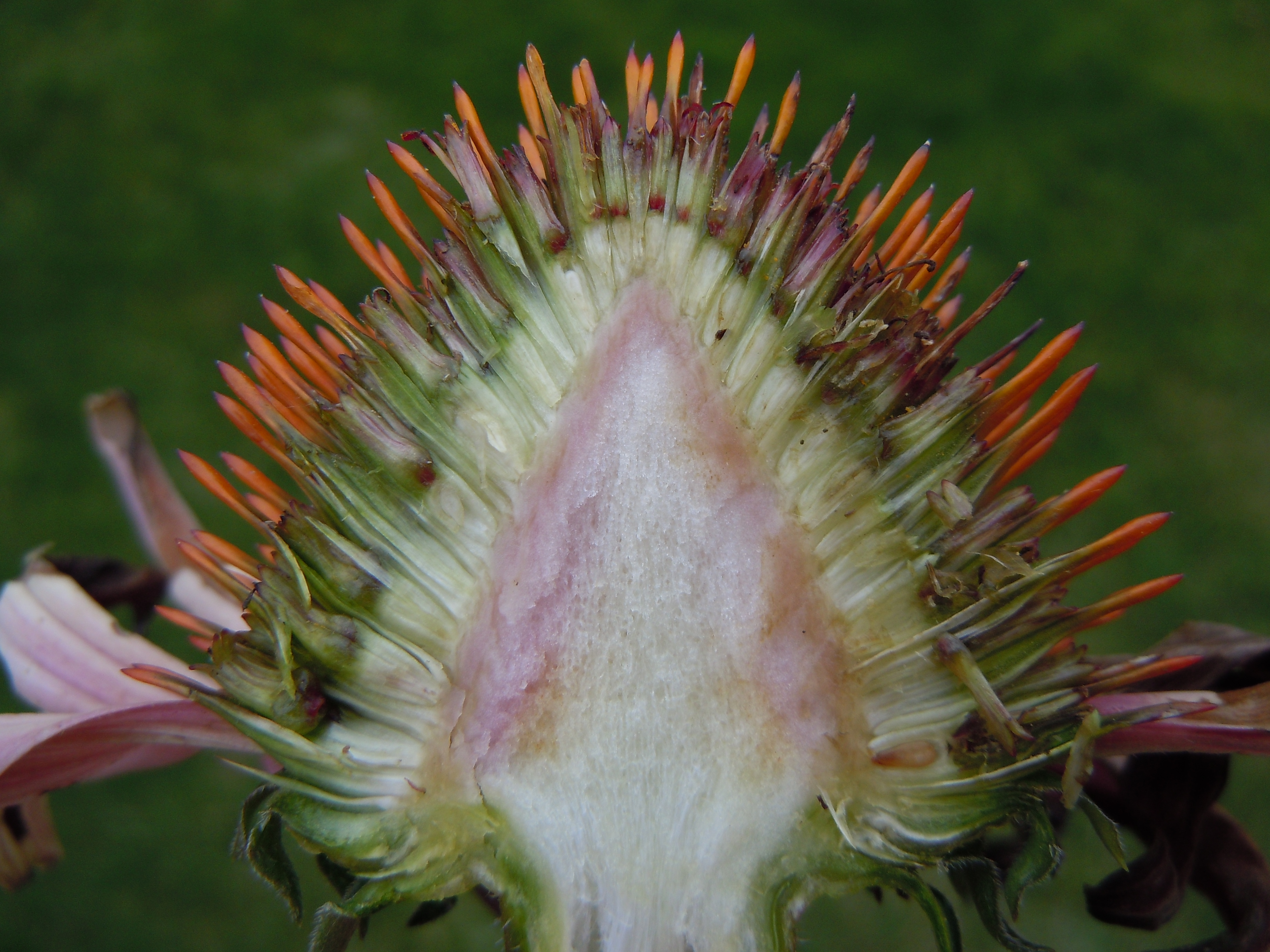
Längsschnitt durch den Blütenkorb mit konischem Korbboden, Spreublättern und Blüten

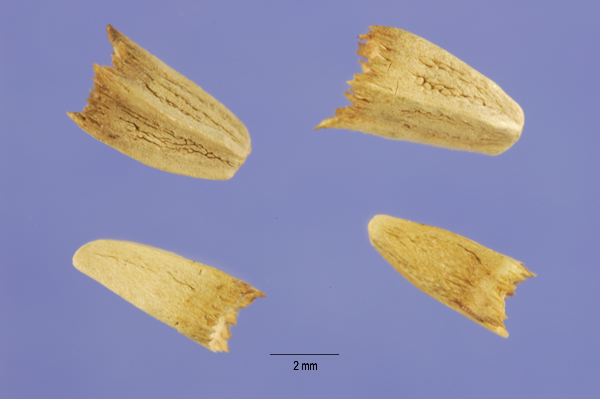
Achänen

### Erscheinungsbild und Laubblätter
Echinacea purpurea wächst als ausdauernde, krautige Pflanze, die Wuchshöhen von 50 bis zu 120 Zentimeter erreichen kann. Es werden Faserwurzeln gebildet. Die vegetativen Pflanzenteile sind meist mit ausgebreiteten bis aufsteigenden Haaren bedeckt oder manchmal kahl. Die aufrechten Stängel sind meist bräunlich-grün.
Die wechselständig am Stängel verteilt angeordneten Laubblätter sind in Blattstiel und Blattspreite gegliedert. Der Blattstiel ist meist 0 bis 17, selten bis zu 25 cm lang. Die Blattspreite ist bei einer Länge von 5 bis 30 cm und einer Breite von selten 1, meist 5 bis 12 cm eiförmig bis schmal-lanzettlich mit meist gerundeter bis herzförmiger Spreitenbasis. Es sind drei oder fünf Blattadern erkennbar. Der Blattrand ist meist gesägt bis gezähnt, selten glatt.

### Blütenstand, Blüte und Frucht
Die Blütezeit reicht in Nordamerika vom späten Frühling bis zum Sommer, in Europa je nach Standort etwa Mai und Oktober. Auf einem 8 bis 25 cm langen Blütenstandsschaft steht ein einzelner, relativ großer, körbchenförmiger Blütenstand. Die haltbaren Hüllblätter sind bei einer Länge von 8 bis 17 mm und einer Breite von 1 bis 8 mm linealisch bis lanzettlich. Der konische Blütenstandsboden (Receptaculum) weist eine Höhe von 1,4 bis 4,5 cm und einen Durchmesser von 2 bis 4 cm auf. Die Spreublätter sind 9 bis 15 mm, gerade oder leicht gekrümmt rot-orangefarben, stachelspitzigen Ende.
Ein Blütenstand enthält Zungenblüten und Röhrenblüten. Bei den Zungenblüten sind die rosa- bis purpurfarbenen Kronblätter auf der Unterseite spärlich behaart und die 3 bis 8 cm lange 0,7 bis 1,9 cm breite Zunge ist ausbreitet bis zurückgekrümmt. Bei den Röhrenblüten sind die Kronblätter 4,5 bis 5,7 mm lang und die Kronlappen grünliche oder rosa- bis purpurfarbenen.
Die grau-weißen Achänen sind 3,5 bis 5 mm lang. Die Achänen sind meist kahl, aber die sich aus den Zungenblüten entwickelten sind manchmal behaart an den Kanten. Der haltbare Pappus ist 1,2 mm lang und besteht aus gleichen Zähnen.

### Chromosomensatz
Die Chromosomengrundzahl beträgt x = 11; es liegt Diploidie vor, also 2n = 22.

## Verbreitung
Echinacea purpurea ist in den nordöstlichen, nördlich-zentralen, südöstlichen sowie südlich-zentralen USA weitverbreitet. Sie kommt ursprünglich in den US-Bundesstaaten Indiana, südliches Michigan, Ohio, Illinois, südliches Iowa, Kansas (nur Cherokee County), Missouri, östliches Oklahoma, Wisconsin, Alabama, Arkansas, Georgia, Kentucky, Louisiana, Mississippi, North Carolina, Tennessee sowie Texas vor. In der kanadischen Provinz Ontario ist sie verwildert. Echinacea purpurea gedeiht in Nordamerika von den Great Plains bis zu den Großen Seen und den Rocky Mountains. Echinacea purpurea gedeiht in den USA an felsigen Standorten, offenen Wäldern, Dickichten, Prärien, besonders in der Nähe von Wasserwegen in Höhenlagen zwischen 10 und über 400 Meter.
In Europa ist Echinacea purpurea in Deutschland, Österreich, Polen (dort Jeżówka purpurowa genannt), Moldawien (dort Ehinație roșu genannt) und der Ukraine (dort Ехiнацея пурпурова (Echinazeja purpurowa) genannt) ein Neophyt.

## Taxonomie
Die Erstveröffentlichung erfolgte 1753 durch Carl von Linné in Species Plantarum, 2, S. 907 als Rudbeckia purpurea. Die Neukombination zu Echinacea purpurea (L.) Moench wurde durch Conrad Moench 1794 in Methodus Plantas Horti Botanici et Agri Marburgensis: a staminum situ describendi, S. 591 veröffentlicht, Echinacea purpurea ist die Typusart der Gattung Echinacea. Weitere Synonyme für Echinacea purpurea (L.) Moench nom. cons. sind: Brauneria purpurea (L.) Britt., Echinacea purpurea var. arkansana Steyerm., Echinacea purpurea fo. liggettii Steyerm., Echinacea purpurea var. serotina (Nutt.) L.H.Bailey, Echinacea serotina (Nutt.) DC., Rudbeckia purpurea var. serotina Nutt., Rudbeckia serotina (Nutt.) Sweet. Das Artepitheton purpurea bedeutet purpurfarben und bezieht sich auf die Farbe der Blütenkronblätter.

## Nutzung

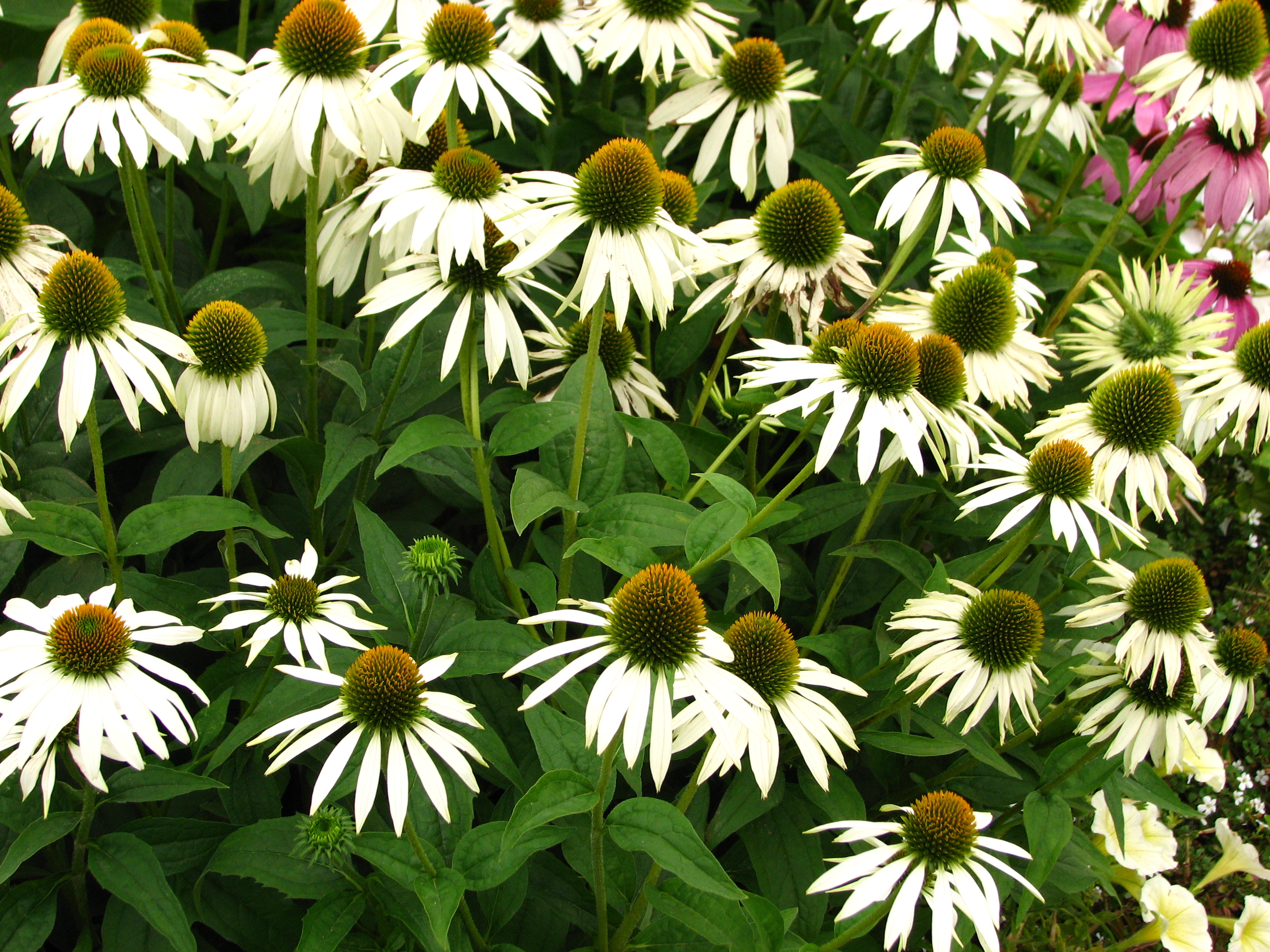
Die Sorte Echinacea purpurea
'White Swan'

Sorten von Echinacea purpurea werden als Zierpflanzen in Parks und Gärten verwendet. Die Blätter können gegessen werden.
Purpur-Sonnenhut enthält zahlreiche bioaktive Substanzen, vor allem Polysaccharide, Kaffeesäuren (Cichoriensäure), Alkylamide und Glykoproteine. Extrakte des Sonnenhuts werden Wirkungen bei der Vorbeugung und Behandlung von Erkältungskrankheiten zugeschrieben. Trotz zahlreicher Forschung wurde ein klinisch bedeutsamer Effekt nicht gezeigt, Echinacea-Präparate lindern weder Beschwerden, noch beschleunigen sie die Genesung.
Der Cichoriin-Gehalt der Pflanze steigt signifikant zwischen Blühinduktion und Seneszenz.

## Schädlinge
Nacktschnecken fressen diese Pflanze, besonders gefährdet ist der erste Austrieb im Frühjahr.